# ۴٬۱-دی‌متوکسی‌بنزن
۴،۱-دی‌متوکسی‌بنزن (به انگلیسی: 1,4-Dimethoxybenzene) یک ترکیب شیمیایی است. شکل ظاهری این ترکیب، بلورهای سفید است.